# Vicariato apostolico di Nekemte
Il vicariato apostolico di Nekemte (in latino Vicariatus Apostolicus Nekemteensis) è una sede della Chiesa cattolica in Etiopia immediatamente soggetta alla Santa Sede. Nel 2022 contava 48.800 battezzati su 8.391.530 abitanti. È retto dal vescovo Getahun Fanta Shikune, C.M.

## Territorio
Il vicariato apostolico comprende le zone di Kamashi e Asosa nella regione di Benishangul-Gumaz, e le zone di Wollega Est, Wollega Ovest e gran parte della zona di Shewa Ovest nella regione di Oromia in Etiopia.
Sede del vicariato è la città di Nekemte, dove si trova la cattedrale di Kidane Mehret.
Il territorio è suddiviso in 22 parrocchie.

## Storia
La prefettura apostolica di Caffa meridionale fu eretta il 28 gennaio 1913 con il decreto Quo uberes salutis della Congregazione di Propaganda Fide, ricavandone il territorio dal vicariato apostolico dei Galla (oggi vicariato apostolico di Harar).
L'8 settembre 1913 assunse il nome di prefettura apostolica di Caffa in virtù del decreto Recens erecta di Propaganda Fide, e contestualmente furono modificati i confini con il vicino vicariato apostolico dei Galla.
Il 25 marzo 1937 cedette una porzione del suo territorio a vantaggio dell'erezione della prefettura apostolica di Neghelli (oggi vicariato apostolico di Auasa) e nel contempo fu elevata a vicariato apostolico e assunse il nome di vicariato apostolico di Gimma per effetto della bolla Quae christiano nomini di papa Pio XI. Il vicariato apostolico comprendeva per intero il governatorato di Galla e Sidama, eccetto i commissariati del Borana e del Sidamo, che appartenevano alla nuova prefettura apostolica di Neghelli.
Il 13 febbraio 1940 cedette altre porzioni di territorio a vantaggio dell'erezione delle prefetture apostoliche di Hosanna (oggi vicariato apostolico di Soddo) e di Endeber (oggi soppressa).
Il 3 settembre 1982 ha cambiato nuovamente nome in favore di vicariato apostolico di Nekemte.
Il 10 giugno 1994 ha ceduto ancora una porzione di territorio a vantaggio dell'erezione della prefettura apostolica di Gimma-Bonga (oggi vicariato apostolico).

## Cronotassi dei vescovi
Si omettono i periodi di sede vacante non superiori ai 2 anni o non storicamente accertati.
- Gaudenzio Barlassina, I.M.C. † (6 maggio 1913 - 1933 dimesso)
- Luigi Santa, I.M.C. † (14 luglio 1934 - novembre 1943 nominato vescovo ausiliare di Rimini)
- Frans Janssen, C.M. † (21 maggio 1959 - 4 luglio 1972 dimesso)
- Hendrik Joseph Alois Bomers, C.M. † (17 dicembre 1977 - 19 ottobre 1983 nominato vescovo coadiutore di Haarlem)
- Fikre-Mariam Ghemetchu, C.M. † (28 ottobre 1985 - 18 gennaio 1994 dimesso)
- Leonardus Dobbelaar, C.M. † (10 giugno 1994 - 21 marzo 2008 deceduto)
- Theodorus van Ruijven, C.M. (23 luglio 2009 - 10 novembre 2013 ritirato)
- Varghese Thottamkara, C.M. (10 novembre 2013 succeduto - 10 maggio 2023 nominato vescovo di Balasore)[1]
- Getahun Fanta Shikune, C.M., dal 16 luglio 2024

## Statistiche
Il vicariato apostolico nel 2022 su una popolazione di 8.391.530 persone contava 48.800 battezzati, corrispondenti allo 0,6% del totale.
| anno | popolazione | popolazione | popolazione | presbiteri | presbiteri | presbiteri | presbiteri                | diaconi | religiosi | religiosi | parrocchie |
| anno | battezzati  | totale      | %           | numero     | secolari   | regolari   | battezzati per presbitero | diaconi | uomini    | donne     | parrocchie |
| ---- | ----------- | ----------- | ----------- | ---------- | ---------- | ---------- | ------------------------- | ------- | --------- | --------- | ---------- |
| 1950 | 8.000       | ?           | ?           | 8          | 8          |            | 1.000                     |         |           | 21        | 5          |
| 1970 | 7.345       | 427.000     | 1,7         | 22         |            | 22         | 333                       |         | 24        | 17        |            |
| 1980 | 13.000      | 5.111.000   | 0,3         | 31         | 3          | 28         | 419                       |         | 28        | 43        | 39         |
| 1990 | 22.724      | 6.394.000   | 0,4         | 25         | 5          | 20         | 908                       |         | 37        | 51        | 32         |
| 1999 | 26.594      | 4.780.000   | 0,6         | 17         | 8          | 9          | 1.564                     |         | 9         | 23        | 51         |
| 2000 | 26.051      | 6.000.000   | 0,4         | 23         | 13         | 10         | 1.132                     |         | 10        | 29        | 53         |
| 2001 | 27.095      | 6.000.000   | 0,5         | 25         | 14         | 11         | 1.083                     |         | 11        | 32        | 66         |
| 2002 | 31.252      | 6.000.000   | 0,5         | 35         | 23         | 12         | 892                       |         | 12        | 38        | 70         |
| 2003 | 32.627      | 6.000.000   | 0,5         | 35         | 26         | 9          | 932                       |         | 9         | 38        | 71         |
| 2004 | 42.000      | 6.000.000   | 0,7         | 37         | 27         | 10         | 1.135                     |         | 19        | 38        | 71         |
| 2007 | 45.253      | 6.501.000   | 0,7         | 32         | 23         | 9          | 1.414                     |         | 22        | 39        | 86         |
| 2010 | 48.395      | 7.050.000   | 0,7         | 34         | 24         | 10         | 1.423                     |         | 20        | 45        | 87         |
| 2014 | 46.900      | 7.831.000   | 0,6         | 38         | 30         | 8          | 1.234                     | 6       | 14        | 42        | 93         |
| 2017 | 45.000      | 7.520.120   | 0,6         | 35         | 28         | 7          | 1.285                     |         | 15        | 55        | 19         |
| 2020 | 46.700      | 8.032.100   | 0,6         | 39         | 27         | 12         | 1.197                     | 1       | 12        | 54        | 22         |
| 2022 | 48.800      | 8.391.530   | 0,6         | 37         | 26         | 11         | 1.318                     | 1       | 15        | 50        | 22         |